# Georgina Harland
Georgina Harland (Canterbury, 14 de abril de 1978) é uma ex-pentatleta britânica, medalhista olímpica e campeã europeia.

## Carreira
Georgina Harland representou seu país nos Jogos Olímpicos de 2004, na qual conquistou a medalha de bronze, no pentatlo moderno.